# Жарлыозек
Жарлыозек (каз. Жарлыөзек, до 2006 г. — Октябрь) — село в Коксуском районе Жетысуской области Казахстана. Административный центр Жарлыозекского сельского округа. Код КАТО — 194855100.

## Население
В 1999 году население села составляло 1131 человек (579 мужчин и 552 женщины). По данным переписи 2009 года, в селе проживали 1164 человека (599 мужчин и 565 женщин).